# Slowdive
Pour l'album homonyme, voir Slowdive (album).
Slowdive est un groupe britannique de dream pop et shoegazing formé en 1989. Il signe un contrat avec le label Creation d'Alan McGee qui publie trois albums. En 1995, Creation ne souhaitant pas conserver le groupe, certains membres du groupe (Goswell, Halstead et McCutcheon) forment alors Mojave 3.
Le style musical du groupe appartient clairement au mouvement shoegazing, tout du moins sur les deux premiers albums. Pygmalion est plus dépouillé et plus électronique, mais les morceaux du groupe restent malgré tout très mélancoliques. Le groupe se reforme en 2014 pour une série de concerts et l'élaboration d'un quatrième album qui sort en mai 2017. Le 1er septembre 2023, le groupe sort son 5ème album, Everything is alive et entame une tournée mondiale.

## Carrière
Rachel Goswell, grande fan des Smiths, et Neil Halstead se connaissent depuis l'enfance. Christian Savill était auparavant dans le groupe Eternal. Le nom du groupe provient de deux événements consécutifs : un rêve que le bassiste Nick Chaplin a fait et une conversation qui s'ensuivit avec Goswell, qui lui a suggéré Slowdive, le nom du single éponyme d'un de ses groupes préférés, Siouxsie and the Banshees,.
Les premières démos sortent en même temps que l'EP Slowdive fin 1990 en Angleterre. Le son du groupe est influencé par les Cocteau Twins ainsi que par leurs voisins de label My Bloody Valentine, avec une utilisation intensive d'effets de guitare et de voix éthérées. Les critiques (NME et Melody Maker) sont enthousiastes et deux autres EP sortent en 1991. Le premier album Just for a Day est écrit et enregistré en 6 semaines. Il rentre dans le top 40 albums en Angleterre.
La presse musicale anglaise, à l'époque, est plus intéressée par la scène grunge naissante, et les sonorités shoegazing de Slowdive, Ride, Chapterhouse sont tombées en disgrâce. Le label américain SBK Records recule la date de sortie de leur album après une campagne de marketing viral qui tourna au fiasco. Début 1992, la formation entreprend une tournée aux États-Unis avec Ride (les deux groupes ont sorti ensemble un split 7") et retourne en Angleterre pour l'enregistrement de leur deuxième album.
Cet album, Souvlaki, apporte au groupe un succès critique. Le célèbre Brian Eno collabore avec Slowdive sur deux morceaux. Le titre Souvlaki Space Station est influencé par le dub, Dagger et Here She Comes indiquent la direction que prendront Halstead et Goswell quelques années plus tard, plus folk-americana. D'autres morceaux, tels que Alison et When the Sun Hits sont plus dans le style du premier album. Les premières copies de la version britannique sont fournies avec Blue Day, une compilation de la plupart de leurs premiers morceaux, vendue séparément au Japon et dans certains pays européens. La même année le groupe sort 5EP, un EP composé de quatre morceaux d'influence ambient.
Comme pour le premier album, le distributeur américain SBK retarde la sortie. Le groupe fait une tournée durant l'été 1993, en première partie de Catherine Wheel, avant que l'album ne sorte finalement en février 1994. Il inclut dans cette version américaine une reprise de Some Velvet Morning et trois morceaux de 5EP. Quand Slowdive est en mesure de faire une nouvelle tournée aux États-Unis pour promouvoir l'album, SBK stoppe le soutien financier au groupe au milieu de la tournée et deux autres tournées la même année sont entièrement financées par le groupe.
Scott quitte le groupe en 1994 à cause de désaccords artistiques, déclarant que l'utilisation d'une batterie électronique pour 5EP a amoindri son rôle dans le groupe. Il est remplacé par Ian McCutcheon. Le dernier album, Pygmalion, est presque l'œuvre de Neil Halstead seul. Il s'éloigne des sons oniriques et dream pop de leurs débuts pour s'aventurer vers un ton minimaliste, à l'instar de groupes tels que Seefeel, A R Kane, et Labradford. L'album met fin au contrat entre le Slowdive et Creation, le label ne souhaitant pas continuer à travailler avec le groupe.

## Après le split
Après la rupture avec Creation, Halstead, Goswell et McCutcheon écrivent un album plutôt influencé par la musique country et signent chez 4AD sous le nom de Mojave 3. Le groupe existe encore à ce jour.
Le guitariste Savill forme Monster Movie, un autre groupe de dream pop qui a sorti quatre albums jusqu'à présent. Simon Scott forme le groupe Televise et entreprend également une carrière solo tournée vers l'ambient. Halstead et Goswell sortent aussi des albums solo sur 4AD.

## Reformation et nouvel album
Au mois de janvier 2014, le groupe annonce qu'il se reforme pour une série de concerts et un éventuel nouvel album. Le groupe se produit notamment au printemps de la même année dans le cadre du Primavera Sound Festival à Barcelone, du festival Villette Sonique à Paris et du festival La Route du Rock à Saint-Malo.
En 2015, Rachel Goswell collabore avec Stuart Braithwaite de Mogwai et Justin Lockey des Editors pour le projet Minor Victories. En mai 2016, elle déclare que Slowdive travaille sur un nouvel album.
En janvier 2017, un nouveau single, Star Roving, est diffusé. Le 27 mars 2017, Slowdive entame une tournée internationale (en clubs et en festivals). Dès le lendemain, le groupe annonce la sortie imminente d'un nouvel album homonyme ainsi qu'un nouveau morceau, Sugar for the Pill.
Après dix-huit mois de préparation, le quatrième album du groupe, sort le 5 mai 2017. Comprenant 8 morceaux, ses sonorités oscillent entre l'influence des anciens albums du groupe mais aussi des productions de Mojave 3. L'atmosphère de l'album se montre cependant plus lumineuse voire plus expérimentale que sur les créations du groupe des années 1990.
En juin 2023, la sortie d'un cinquième album baptisé Everthing Is Alive est annoncée pour le 1er septembre, l'annonce est accompagnée par la publication du titre Kisses. Une tournée est parallèlement annoncée, passant notamment par la salle parisienne de La Cigale le 17 janvier 2024.

## Composition du groupe
- Neil Halstead : guitare, chant
- Rachel Goswell : guitare, chant
- Christian Savill : guitare
- Nick Chaplin : basse
- Simon Scott : batterie, 1989-1994, depuis 2014
- Adrian Sell : batterie, 1989
- Ian McCutcheon : batterie, 1994-1995

## Discographie

### Albums studio
- 1991 : Just for a Day (Creation Records)
- 1993 : Souvlaki (Creation Records)
- 1995 : Pygmalion (Creation Records)
- 2017 : Slowdive (Dead Oceans)
- 2023 : everything is alive (Dead Oceans)

### Compilations / Rééditions / Albums en public
- 1992 : Blue Day (Creation Records) (Compilation de 7 titres des 3 premiers singles)
- 2004 : Catch the Breeze (Sanctuary Records) (Compilation)
- 2005 : Just for a Day (Creation Records) (Réédition agrémentée de 12 titres bonus)
- 2005 : Souvlaki (Creation Records) (Réédition agrémentée de 9 titres bonus)
- 2005 : Pygmalion (Creation Records) (Réédition)
- 2010 : The Shining Breeze: The Slowdive Anthology (Cherry Red) (Compilation)

### Singles et EP
- Slowdive (single, 1990, Creation)
- Morningrise (1991, Creation)
- Holding Our Breath (1991, Creation)
- split tour 7" (Ride : Leave Them All Behind / Slowdive : She Calls) (1992, SBK/Sire) (vinyl bleu)
- Blue Day (1992, Creation)
- Outside Your Room (1993, Creation)
- 5 EP (1993, Creation)
- 5 EP (In Mind Remixes) (1993, Creation)
- Alison CD single (B-side : Moussaka Chaos) (1994, SBK; promotionnel)
- I Saw the Sun
- Pygmalion Demos
- Souvlaki Demos & Outtakes
- I'am The Elephant, U are the Mouse Soundtracks
- Star roving (2017, Dead Oceans)[7]
- skin in the game (2023, Dead Oceans)

### Compilations / Rééditions / Albums en public
- 1992 : Blue Day (Creation Records) (Compilation de 7 titres des 3 premiers singles)
- 2004 : Catch the Breeze (Sanctuary Records)
- 2010 : The Shining Breeze: The Slowdive Anthology (Cherry Red)

## Influences

### Reprises
- Dagger, repris par The Hope Blister ainsi que par Highspire.
- When the Sun Hits, repris par The Gathering.
- Souvlaki Space Station, repris par le groupe de post-rock/shoegazing Destroyalldreamers.
- Un tribute album dans le genre electronica, Blue Skied An' Clear, sort en 2002.

### Utilisation dans des BO
- The Doom Generation - Alison et Blue Skied An' Clear [13] (1995, Gregg Araki)
- Nowhere - Avalyn II (1997, Gregg Araki)
- Splendeur - Shine (remixé par Locust) [14] (1999, Gregg Araki)
- Mysterious Skin - Dagger (2004, Gregg Araki)
- Lifeline Aller simple - Souvlaki Space Station (2017, 3 Minute Games)